# Podobwód Iłża Armii Krajowej

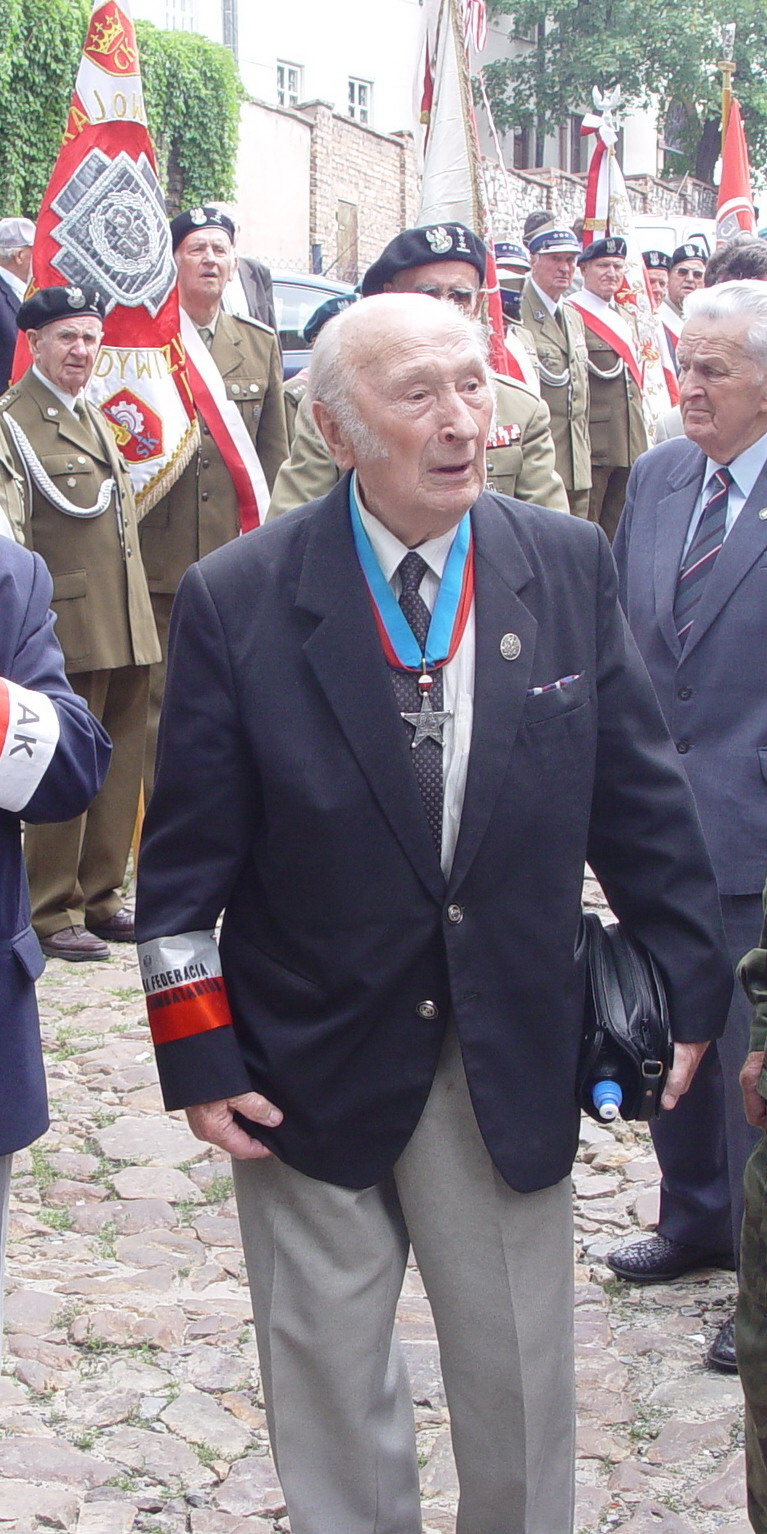
Antoni Heda

Podobwód Iłża – jednostka partyzancka Związku Walki Zbrojnej, a następnie Armii Krajowej.
Operowała na terenie gminy Iłża i nosiła kryptonim „Dolina”.
Podobwód ten wchodził w skład Obwodu Iłża AK Inspektoratu Starachowickiego Okręgu Radom-Kielce ("Jodła").
Początkowo komendantem podobwodu był por. Stanisław Piasek, ps. "Granit", a jego zastępcą (zgodnie z wolą komendanta Obwodu Aleksandra Michałowskiego "Jasieńczyka") - Antoni Heda ps. "Szary".
W połowie 1942 z powodu osobistych nieporozumień i ambicji Stanisław Piasek postanowił opuścić szeregi Armii Krajowej i walczyć w Batalionach Chłopskich. W ten sposób komendanturę po nim przejął Antoni Heda, który znacznie zintensyfikował działalność konspiracyjną podobwodu.